# Bukott angyal (X-akták)
A Bukott angyal a sorozat 10. epizódja.

## Cselekmény
Towsend közelében, Wisconsin, egy UFO csapódik a fák közé.Mikor a helyi seriff a helyszínre ér, megöli egy láthatatlan alak, amelyet ragyogó fehér fény vesz körül. Calvin Henderson, a légierő ezredese figyeli a balesetet, aki a katonai UFO-k visszaszállítási szakértője. Akciót indít a helyszín megtisztítására.
Miután Fox Mulder beszél Deep Throattal, Wisconsinba utazik és fotókat készít a baleset helyszínéről, ahol letartóztatják. Miután Henderson ezredes kihallgata, egy különc NICAP tag, Max Fenig mellett tartják fogva. Max-et szintén az erdőben fogták el. A következő reggel Dana Scully kérésére Muldert kiengedik. Scully elmondja, hogy Joseph McGrath osztályvezető azzal fenyegeti, leállítja a X-akták-at, Mulder tettei miatt. Állítása szerint a roncsot egy lezuhant líbiai vadászgépként azonosították. Mulder azonban elutasítja ezt a magyarázatot. Eközben az UFO láthatatlan utasa elhagyja az elektromos kerítéssel körülvett helyszínt és a külvilágba távozik.
Az ügynökök visszatérnek Mulder motel szobájába, amit Max feldúlt. Kiderül róla, hogy Mulder rajóngója és figyelemmel kisérte munkáját, amit az X-akták-nál végzett. Max az ügynököket saját lakókocsijába viszi, ahol megmutatja a helyi, valamint a helyszínre érkező tűzoltók rádió adásait is. Mulder és Scully meglátogat egy helyi özvegyet, aki azt állítja, hogy a kormányzat azzal fenyegette meg, ha nem marad csendben, nem adják ki volt férje holttestét. Találkoznak egy orvossal, aki a helyieket és a tűzoltókat kezeli. Leleplezi az ügynökök előtt, hogy halálukat kivételesen súlyós égési sérülések okozták. Azt állítja, őt is megfenyegették. Henderson ezredes égett katonák egy csoportjával a kórházba érkezik, akiket saját bázisukon sarokba szorítva támadott meg a láthatatlan idegen.
Mulder visszatér a motelbe, Max-et saját lakókocsijában találja, akinek látszólag epilepszia rohama van. Miközben Mulder Max-hez ér, felfedez egy rejtélyes sebhelyet a férfi füle mögött. Mulder korábbi X-akták-ban olvasott két jelentést hasonló sebhelyekről, olyan személyeknél, akiket idegenek raboltak el. Scully úgy véli, hogy Max bármilyen elrablása, csak skizófrén téveszme, miután gyógyszereket fedezett fel a férfi lakókocsijában. Ezzel szemben Mulder azt hiszi, hogy Max UFO-k iránti érdeklődése ellenére sincs egyáltalán tisztában tapasztalataival és elrablói írányították Towsend-be a baleset éjszakáján.
Towsend-ben a légierő kamionjai felett egy hatalmas UFO lebeg. A láthatatlan idegen behatol Max lakókocsijába és elrabolja őt. Mikor az ügynökök benéznek a lakókocsiba, akkor fedezik fel Max eltűnését. Egy katonai rádióadás leleplezi, hogy a vízpartra szállították. Mulder és Scully a férfi segítségére sietnek de Henderson embereibe ütköznek, akik Max után kutatnak a területen. Az idegen megöl két katonát, akik Max-el találkoznak, ezáltal ő egy raktárba menekül. Mulder bent rátalál Max-re, akit Henderson katonái vesznek körbe. Mulder Max-et próbálja vigasztalni, de az idegen megtámadja és megsebesíti. Mulder ezután egy fényoszlopban látja Max-et lebegni, mielőtt eltűnik. Mikor Henderson felfedezi, hogy Max eltűnt, elrendeli Mulder letartóztatását.
Ismét Washington-ban, Mulder és Scully mindketten kihallgatáson vesznek részt McGrath osztályvezetőnél, aki nem hisz állításaikban. McGrath különösen durva megróvásban részesíti Muldert és bemutatja neki Henderson írásos bizonyítékait. Az ezredes állítja, hogy Max testét egy szállítókonténerben találták meg. McGrath és a fegyelmi bizottság tagjai az X-akták lezárása mellett dönt. Mudert pedig elbocsátják az FBI-tól. De a döntést Deep Throat megváltoztatja, aki úgy érzi veszélyes lenne rájuk nézve, ha Muldernek lehetőséget adnának besúgóvá válni, ahelyett hogy a munkájánál marad.